# Hanna Glas
Hanna Erica Maria Glas (Sundsvall, 16 aprile 1993) è una calciatrice svedese, difensore del Seattle Reign e della nazionale svedese.

## Carriera

### Club
Glas inizia a giocare giovanissima nel Sundsvalls DFF, squadra femminile della sua città natia, dove rimane per tre stagioni a livello giovanile per passare alla prima squadra dalla stagione 2010 debuttando in divisione norra della Division 1, l'allora secondo livello del campionato svedese femminile di calcio. In quella stessa stagione subisce un grave infortunio, la lacerazione del legamento crociato del ginocchio destro, e dovendo sottoporsi a un intervento chirurgico e alla successiva riabilitazione deve rimanere lontana dai campi da gioco fino all'inizio del campionato seguente. Rimane con il Sundsvalls DFF fino al termine della stagione 2012, classificandosi al terzo posto e acquisendo con le compagne la promozione nella neoistituita Elitettan.
Nel 2013 si trasferisce al Sunnanå SK ma un secondo problema al ginocchio la costringe a non marcare alcuna presenza in campionato e a rinunciare a una possibile convocazione in nazionale.
Nel successivo calciomercato invernale trova un accordo con l'Umeå IK, società alla quale rimane legata per tre stagioni dove come migliore risultato ottiene il sesto posto nel campionato 2014 e le semifinali in Coppa di Svezia per due stagioni consecutive. Condivide con le compagne il difficile campionato di Damallsvenskan 2016 che vede la squadra retrocedere Elitettan e si congeda a fine stagione con un tabellino personale di 43 presenze e 2 reti totali realizzate nei tre campionati di Damallsvenskan.
Terminati gli obblighi contrattuali, per la stagione 2017 si trasferisce all'Eskilstuna United. Alla sua prima stagione con la nuova squadra ottiene il terzo posto in campionato e arriva alle semifinali di Coppa di Svezia 2017-2018, rimanendo anche la stagione successiva.
Nel settembre 2018 sottoscrive un contratto biennale con il Paris Saint-Germain per giocare in Division 1 Féminine, massimo livello del campionato francese, dalla stagione entrante, raggiungendo la connazionale pari ruolo Emma Berglund. A disposizione del tecnico Olivier Echouafni, fa il suo debutto in campionato il 30 settembre, alla 5ª giornata, nell’incontro casalingo pareggiato 1-1 con il Lilla.

### Nazionale
Glas inizia a essere convocata dalla Federcalcio svedese (SvFF) fin dal 2009, inizialmente nella formazione Under-16 per passare quello stesso anno alla Under-17, disputando con quest'ultima tutti i sei incontri delle qualificazioni all'Europeo 2010 di categoria senza che la sua nazionale ottenesse l'accesso alla fase finale.

## Statistiche

### Presenze e reti nei club
Statistiche (parziali) aggiornate al 13 novembre 2024.
| Stagione                   | Squadra                    | Campionato                 | Campionato | Campionato | Coppe nazionali | Coppe nazionali | Coppe nazionali | Coppe continentali | Coppe continentali | Coppe continentali | Altre coppe | Altre coppe | Altre coppe | Totale | Totale |
| Stagione                   | Squadra                    | Comp                       | Pres       | Reti       | Comp            | Pres            | Reti            | Comp               | Pres               | Reti               | Comp        | Pres        | Reti        | Pres   | Reti   |
| -------------------------- | -------------------------- | -------------------------- | ---------- | ---------- | --------------- | --------------- | --------------- | ------------------ | ------------------ | ------------------ | ----------- | ----------- | ----------- | ------ | ------ |
| 2014                       | Umeå IK                    | DS                         | 16         | 1          | CS              | .               | .               | -                  | -                  | -                  | -           | -           | -           | .      | .      |
| 2015                       | Umeå IK                    | DS                         | 17         | 1          | CS              | .               | .               | -                  | -                  | -                  | -           | -           | -           | .      | .      |
| 2016                       | Umeå IK                    | DS                         | 10         | 0          | CS              | .               | .               | -                  | -                  | -                  | -           | -           | -           | .      | .      |
| Totale Umeå IK             | Totale Umeå IK             | Totale Umeå IK             | 43         | 2          | -               | .               | .               | -                  | .                  | .                  | -           | .           | .           | .      | .      |
| 2017                       | Eskilstuna United          | DS                         | 22         | 0          | CS              | 5               | 0               | -                  | -                  | -                  | -           | -           | -           | 27     | 0      |
| 2018                       | Eskilstuna United          | DS                         | 16         | 1          | CS              | -               | -               | -                  | -                  | -                  | -           | -           | -           | 16     | 1      |
| Totale Eskilstuna United   | Totale Eskilstuna United   | Totale Eskilstuna United   | 38         | 1          | -               | 5               | 0               | -                  | -                  | -                  | -           | -           | -           | 43     | 1      |
| 2018-2019                  | Paris Saint-Germain        | D1                         | 14         | 1          | CF              | 2               | 0               | WCL                | 3                  | 0                  | -           | -           | -           | 19     | 1      |
| 2019-2020                  | Paris Saint-Germain        | D1                         | 5          | 1          | CF              | 3               | 0               | WCL                | 2                  | 0                  | SCF         | 1           | 0           | 11     | 1      |
| Totale Paris SG            | Totale Paris SG            | Totale Paris SG            | 19         | 2          | -               | 5               | 0               | -                  | 5                  | 0                  | -           | 1           | 0           | 30     | 2      |
| 2020-2021                  | Bayern Monaco              | BL                         | -          | -          | CG              | -               | -               | WCL                | 1                  | 0                  | -           | -           | -           | 1      | 0      |
| 2020-2021                  | Bayern Monaco              | BL                         | 21         | 2          | CG              | 3               | 0               | WCL                | 8                  | 2                  | -           | -           | -           | 32     | 4      |
| 2021-2022                  | Bayern Monaco              | BL                         | 19         | 4          | CG              | 3               | 0               | UWCL               | 8                  | 0                  | -           | -           | -           | 30     | 4      |
| 2022-2023                  | Bayern Monaco              | BL                         | -          | -          | CG              | -               | -               | UWCL               | -                  | -                  | -           | -           | -           | -      | -      |
| Totale Bayern Monaco       | Totale Bayern Monaco       | Totale Bayern Monaco       | 40         | 6          | -               | 6               | 0               | -                  | 17                 | 2                  | -           | -           | -           | 63     | 8      |
| 2023                       | Kansas City Current        | NWSL                       | -          | -          | CG              | -               | -               | -                  | -                  | -                  | -           | -           | -           | -      | -      |
| Mar.-lug. 2024             | Kansas City Current        | NWSL                       | 0          | 0          | CG              | -               | -               | -                  | -                  | -                  | -           | -           | -           | -      | -      |
| Totale Kansas City Current | Totale Kansas City Current | Totale Kansas City Current | 0          | 0          | -               | -               | -               | -                  | -                  | -                  | -           | -           | -           | 0      | 0      |
| Lug. 2024                  | Seattle Reign              | NWSL                       | 7          | 0          | CG              | -               | -               | -                  | -                  | -                  | -           | -           | -           | 7      | 0      |
| Totale carriera            | Totale carriera            | Totale carriera            | .          | .          | -               | .               | .               | -                  | .                  | .                  | -           | .           | .           | .      | .      |

## Palmarès

### Nazionale
- Campionato d'Europa under 19: 1

Turchia 2012
- Algarve Cup: 1

2018 (condiviso con i Paesi Bassi)
- Argento olimpico: 1

Tokyo 2020